# Павел Гіль
Павел Гіль (пол. Paweł Gil; нар. 28 червня 1976, Люблін) — польський футбольний арбітр Екстракляси Польщі з 2005, ФІФА (з 2009).

## Кар'єра
Судить матчі польської Екстракляси з 2005 року, суддя ФІФА з 1 січня 2009 року. Дебютним матчем в Екстраклясі стала гра 30 липня 2005 між «Корона» (Кельце) та «Одра» (Водзіслав-Шльонський) рахунок 0:1.
У 2009 судив матчі чемпіонату Європи серед юнацьких команд до 17 років.
25 липня 2009 судив матч Суперкубка Польщі між «Вісла» (Краків) та «Лех» (Познань), рахунок 1:1 (пен. 3:4).
У липні 2009 дебютував у Лізі Європи УЄФА, а в 2012 у Лізі чемпіонів УЄФА.
Матчі між національними збірними обслуговує з 2010.

## Статистика

### Ліга чемпіонів
| Раунд         | Дата       | Матч                                  | Жовті картки | Червоні картки | Пенальті  |
| ------------- | ---------- | ------------------------------------- | ------------ | -------------- | --------- |
| Груповий етап | 19.09.2012 | Шахтар (Донецьк) 2 – 0 Норшелланн     | 7 (3 + 4)    | 0              | 0         |
| Груповий етап | 06.11.2012 | Парі Сен-Жермен 4 - 0 Динамо (Загреб) | 3 (1 + 2)    | 0              | 0         |
| II раунд      | 23.07.2013 | Скендербеу 1 - 0 Нефтчі (Баку)        | 8 (3 + 5)    | 1 (0 + 1)      | 0         |
| III раунд     | 06.08.2013 | Фенербахче 3 - 1 Ред Булл (Зальцбург) | 4 (1 + 3)    | 0              | 0         |
| III раунд     | 30.07.2014 | ГІК 2 - 2 АПОЕЛ                       | 6 (2 + 4)    | 1 (1 + 0)      | 1 (1 + 0) |
| Разом:        | Разом:     | 5                                     | 28           | 2              | 1         |

### Ліга Європи
| Раунд         | Дата       | Матч                                           | Жовті картки | Червоні картки | Пенальті   |
| ------------- | ---------- | ---------------------------------------------- | ------------ | -------------- | ---------- |
| I раунд       | 02.07.2009 | Динабург 2 – 1 Нимме Калью                     | 5 (3 + 2)    | 1 (1 + 0)      | 0          |
| III раунд     | 30.07.2009 | Тромсе 2 – 1 Славен Белупо                     | 1 (0 + 1)    | 0              | 1 (1 + 0)  |
| II раунд      | 22.07.2010 | Дачія (Кишинів) 0 – 2 Кальмар                  | 4 (3 + 1)    | 0              | 0          |
| III раунд     | 04.08.2011 | Динамо (Тбілісі) 2 – 0 КР                      | 10 (4 + 6)   | 1 (1 + 0)      | 0          |
| Плей-оф       | 18.08.2011 | Спортінг (Брага) 0 – 0 Янг Бойз                | 5 (1 + 4)    | 1 (0 + 1)      | 0          |
| Груповий етап | 29.09.2011 | Мальме 1– 2 Аустрія (Відень)                   | 3 (2 + 1)    | 0              | 0          |
| Груповий етап | 20.10.2011 | Цюрих 1 – 1 Лаціо                              | 2 (0 + 2)    | 0              | 0          |
| 1/32 фіналу   | 23.02.2012 | Атлетік (Більбао) 1 - 0 Локомотив (Москва)     | 8 (4 + 4)    | 1 (1 + 0)      | 0          |
| II раунд      | 19.07.2012 | АПОЕЛ 2 – 0 Сениця                             | 6 (2 + 4)    | 0              | 0          |
| III раунд     | 02.08.2012 | Ескішехірспор 1 – 1 Олімпік (Марсель)          | 6 (2 + 4)    | 0              | 0          |
| Плей-оф       | 23.08.2012 | Динамо (Бухарест) 0 – 2 Металіст (Харків)      | 7 (3 + 4)    | 1 (0 + 1)      | 0          |
| Груповий етап | 06.12.2012 | Тоттенгем Готспур 3 – 1 Панатінаїкос           | 2 (1 + 1)    | 0              | 0          |
| 1/32 фіналу   | 21.02.2013 | ЧФР (Клуж-Напока) 0 – 3 Інтернаціонале         | 3 (2 + 1)    | 1 (1 + 0)      | 0          |
| 1/16 фіналу   | 14.03.2013 | Зеніт (Санкт-Петербург) 1 – 0 Базель           | 8 (4 + 4)    | 1 (0 + 1)      | 1 ( 1 + 0) |
| IV раунд      | 22.08.2013 | Гапнарфйордур 0 – 2 Генк                       | 4 (2 + 2)    | 0              | 1 ( 1 + 0) |
| Груповий етап | 19.09.2013 | Санкт-Галлен 2 – 0 Кубань                      | 5 (1 + 4)    | 1 ( 0 + 1)     | 0          |
| Груповий етап | 24.10.2013 | Динамо (Загреб) 0 – 0 ПСВ Ейндговен            | 4 (1 + 3)    | 0              | 0          |
| Груповий етап | 28.11.2013 | Рапід (Відень) 2 – 1 Тун                       | 4 (1 + 3)    | 0              | 0          |
| IV раунд      | 21.08.2014 | Зоря (Луганськ) 1 – 1 Феєнорд                  | 4 (2 + 2)    | 0              | 0          |
| Груповий етап | 02.10.2014 | Динамо (Мінськ) 0 – 3 Фіорентіна               | 1 (0 + 1)    | 0              | 0          |
| Груповий етап | 06.11.2014 | Карабах (Агдам) 1 – 2 Дніпро (Дніпропетровськ) | 6 (1 + 5)    | 0              | 0          |
| Груповий етап | 11.12.2014 | Партизан 0 – 0 Астерас                         | 7 (4 + 3)    | 0              | 0          |
| III раунд     | 30.07.2015 | Работнічкі 1 – 0 Трабзонспор                   | 6 (2 + 4)    | 0              | 0          |
| IV раунд      | 20.08.2015 | Мілсамі 1 – 1 Сент-Етьєн                       | 6 (5 + 1)    | 1 (0 + 1)      | 1 (0 + 1)  |
| Груповий етап | 01.10.2015 | Спарта (Прага) 2 – 0 АПОЕЛ                     | 6 (2 + 4)    | 0              | 0          |
| Груповий етап | 22.10.2015 | Лаціо 3 – 1 Русенборг                          | 4 (3 + 1)    | 1 (1 + 0)      | 2 (1 + 1)  |
| Разом:        | Разом:     | 26                                             | 127          | 10             | 6          |

### Матчі національних збірних
| Дата            | Місце проведення             | Збірні                       | Рахунок | Турнір               | ЖК | YK · YK · RK | RK |
| --------------- | ---------------------------- | ---------------------------- | ------- | -------------------- | -- | ------------ | -- |
| 8 жовтня 2010   | Сайтама, Японія              | Японія – Аргентина           | 1 – 0   | Товариський матч     | 4  | 0            | 0  |
| 4 червня 2011   | Пірей, Греція                | Греція – Мальта              | 3 – 1   | Кваліфікація ЧЄ 2012 | 1  | 0            | 0  |
| 11 жовтня 2011  | Софія, Болгарія              | Болгарія – Уельс             | 0 – 1   | Кваліфікація ЧЄ 2012 | 4  | 0            | 0  |
| 16 жовтня 2012  | Ларнака, Кіпр                | Кіпр – Норвегія              | 1 – 3   | Кваліфікація ЧС 2014 | 7  | 0            | 0  |
| 22 травня 2014  | Київ, Україна                | Україна – Нігер              | 2 – 1   | Товариський матч     | 5  | 0            | 0  |
| 12 жовтня 2014  | Люксембург, Люксембург       | Люксембург – Іспанія         | 0 – 4   | Кваліфікація ЧЄ 2016 | 4  | 0            | 0  |
| 12 червня 2015  | Осло, Норвегія               | Норвегія – Азербайджан       | 0 – 0   | Кваліфікація ЧЄ 2016 | 1  | 0            | 0  |
| 10 жовтня 2015  | Андорра-ла-Велья, Андорра    | Андорра – Бельгія            | 1 – 4   | Кваліфікація ЧЄ 2016 | 7  | 0            | 0  |
| 29 березня 2016 | Відень, Австрія              | Австрія – Туреччина          | 1 – 2   | Товариський матч     | 3  | 0            | 0  |
| 10 жовтня 2016  | Рига, Латвія                 | Латвія – Угорщина            | 0 – 2   | Кваліфікація ЧС 2018 | 5  | 0            | 0  |
| 11 червня 2017  | Скоп'є, Республіка Македонія | Північна Македонія – Іспанія | 1 – 2   | Кваліфікація ЧС 2018 | 7  | 0            | 0  |